# Daniel Geale
Daniel Geale (Launceston, 26 de febrero de 1981) es un boxeador profesional australiano que fue campeón mundial de los pesos medianos de la FIB.

## Carrera

### Golovkin vs Geale
Para mayo de 2014, estuvo programada la pelea entre el australiano Daniel Geale y el inglés Matthew Macklin; no obstante esta pelea no se daría porque la pelea coestelar entre los peso pesados Bryant Jennings y Mike Pérez se cancelaría. Negociaciones posteriores, llegarían a establecer para el 26 de julio una pelea entre el kazajo y el australiano, al cual ya había vencido en el terreno amateur; así el excampeón de la WBA y de la IBF, Daniel Geale; se enfrentaría al invicto supercampeón de la WBA y de la IBO, Gennadi Golovkin; el cual previamente había sido promovido el 3 de junio por la WBA a rango de supercampeón. El australiano vendría con solo dos derrotas en su récord, ambas por decisión dividida. Durante el combate Geale se movería bastante y evadiría muchos golpes; no obstante, el kazajo dominaría ligeramente el primer round, causándole además un leve corte en la ceja derecha a su rival; para el segundo round una potente combinación de golpes de Golovkin lograría enviar a la lona a Geale, incorporándose este último rápidamente; en la primera mitad del tercer round, la pelea iría pareja, y faltando poco para acabar el último minuto, una derecha de Geale, rozaría la cara de Golovkin, al mismo tiempo, éste lanzaría un muy potente golpe de derecha hacía la mandíbula del australiano, enviándolo a la lona en evidente mal estado; si bien Geale logró levantarse rápidamente, su notoria mala condición haría que el réferi detuviera el combate, dándole así a Golovkin su victoria consecutiva número 17 por KO; con lo cual retenía sus títulos Super WBA y de la IBO. Esta también sería la primera derrota de Geale por la vía del KO.

### Cotto vs Geale
El 7 de junio de 2015 en velada disputada en el Barclays Center de Brooklyn, Nueva York, el puertorriqueño Miguel Cotto retuvo su cinturón medio del Consejo Mundial de Boxeo (CMB), tras imponerse por nocaut técnico en el cuarto asalto al australiano Daniel Geale (31-3). Cotto confirmó su gran momento de forma, pese a la mayor envergadura, peso y alcance de Geale el puertorriqueño dominó el combate sin complicaciones gracias a su gran gancho de izquierda.